# Теплогорське сільське поселення
Теплого́рське сільське поселення (рос. Теплогорское сельское поселение) — сільське поселення у складі Великоустюзького району Вологодської області Росії.
Адміністративний центр — присілок Теплогор'є.

## Населення
Населення сільського поселення становить 283 особи (2019; 424 у 2010, 612 у 2002).

## Історія
Теплогорська сільська рада була утворена у серпні 1924 року у складі Усть-Алексієвського району. 1929 року район був ліквідований, сільрада увійшла до складу Великоустюзького району. У період 1936-1959 років сільрада перебувала у складі відновленого Усть-Алексієвського району, після ліквідації якого остаточно увійшла до складу Великоустюзького району. 11 лютого 1960 рок до складу сільради включено території ліквідованих Орловської сільської ради та Шаської сільської ради. 1966 року Орловська сільрада була відновлена. Станом на 1978 рік до складу сільради входили 23 присілки з населенням 1250 осіб, станом на 1999 рік — 20 населених пунктів. 2001 року ліквідовано присілки Берсенево, Івоніно, Становиця.
Станом на 2002 рік до складу Теплогорської сільради входили присілки Бараново, Березовка, Варженська Заїмка, Васильєво, Ватаманово, Вотчево, Деревенька, Дерново, Єремеєво, Єршово, Конаново, Лукина Гора, Пестово, Підугор'є, Саково, Слизовиця, Теплогор'є. 2006 року сільрада була перетворена у сільське поселення.

## Склад
До складу сільського поселення входять:
| Населений пункт             | Населення, осіб (2002) | Населення, осіб (2010) |
| --------------------------- | ---------------------- | ---------------------- |
| Бараново, присілок          | 7                      | 1                      |
| Березовка, присілок         | 10                     | 4                      |
| Варженська Заїмка, присілок | 4                      | 3                      |
| Васильєво, присілок         | 19                     | 11                     |
| Ватаманово, присілок        | 0                      | 0                      |
| Вотчево, присілок           | 0                      | 0                      |
| Деревенька, присілок        | 4                      | 2                      |
| Дерново, присілок           | 1                      | 0                      |
| Єремієво, присілок          | 71                     | 38                     |
| Єршово, присілок            | 57                     | 31                     |
| Конаново, присілок          | 6                      | 0                      |
| Лукина Гора, присілок       | 0                      | 0                      |
| Пестово, присілок           | 5                      | 2                      |
| Підугор'є, присілок         | 6                      | 5                      |
| Саково, присілок            | 3                      | 1                      |
| Слизовиця, присілок         | 30                     | 19                     |
| Теплогор'є, присілок        | 392                    | 307                    |